# Aurorita
La aurorita es la forma mineral de un hidróxido de fórmula química (Mn2+,Ag,Ca)Mn4+3O7·3(H2O).
Fue descubierta en 1967 por Arthur S. Radtke, Charles M. Taylor y Donnel Foster Hewett en la mina Aurora (Nevada, Estados Unidos), localidad tipo que ha dado nombre a este mineral.

## Propiedades
La aurorita es un mineral opaco —transparente en bordes muy finos— de color negro o negro grisáceo con brillo metálico.
Tiene dureza entre 2 y 3 en la escala de Mohs (intermedia entre la del yeso y la del calcita) y una densidad media de 3,95 g/cm³.
Cristaliza en el sistema trigonal, clase piramidal, y presenta una acusada birreflectancia.
Contiene un 49% de manganeso (como Mn4+ y Mn2+), un 8% de plata y entre un 1% y un 2% de calcio; como principales impurezas puede contener bario, plomo, potasio y cobre. 
Forma parte del grupo de la calcofanita, que incluye a la propia calcofanita y a la jianshuiíta.

## Morfología y formación
La aurorita forma masas pequeñas e irregulares. Puede presentarse como granos irregulares, aplanados, escamosos o manchados, formando inclusiones en otros minerales o rocas.
En la localidad tipo, este mineral forma pequeñas masas irregulares y granos laminados o escamosos de hasta 8 μm; se localiza en pequeñas vetas que llenan microfracturas en calcitas manganésicas.
Se presenta asociado, además de con calcita, con todorokita argentífera, criptomelano, pirolusita, clorargita, plata y cuarzo.

## Yacimientos
Estados Unidos es el país que cuenta con mayor número de depósitos de aurorita. Además de la localidad tipo (en el condado de White Pine, Nevada), hay varios yacimientos en Arizona, en la sierra de la Peñascosa (condado de Cochise), en Duncan y en Morenci (condado de Greenlee), y en la sierra de Kofa (condado de Yuma).
Asimismo, Australia tiene yacimientos de este mineral en el valle de Barossa, Robertstown y Kapunda; en este último lugar se ubica Tom's quarry, una mina a cielo abierto de fosfatos, activa a día de hoy, que alberga, además de aurorita, numerosos minerales fosfatos.
En Europa, se ha encontrado aurorita en Agios Konstantinos (Ática Oriental, Grecia) y en Steinhaus am Semmering (Estiria, Austria).